# JoAnne S. Bass
JoAnne S. Bass (ur. Mililani Town, Hawaje) – amerykańska wojskowa.

## Życiorys
Urodziła się w Mililani Town na Hawajach. Jej matka była Koreanką.
JoAnne S. Bass wstąpiła do Sił Powietrznych Stanów Zjednoczonych w 1993 roku. Służyła w bazie lotniczej niedaleko Fayetteville (Karolina Północna). Następnie przydzielono ją do 17 Skrzydła Szkoleniowego w bazie lotniczej niedaleko San Angelo (Teksas). W 2005 roku uzyskała licencjat z aeronautyki (Bachelor of Science in Professional Aeronautics) na Embry–Riddle Aeronautical University. W 2011 roku pełniła służbę w Ramstein Air Base – największej amerykańskiej bazie lotniczej w Europie.
14 sierpnia 2020 roku uzyskała stopień Starszego Sierżanta Sił Powietrznych (Chief Master Sergeant of the Air Force).
Brała udział m.in. w operacji Southern Watch, Enduring Freedom i Iraqi Freedom.